# Hans de Beer
Hans de Beer (Muiden, 1957)   is een Nederlandse illustrator van kinderboeken.
De Beer studeerde eerst geschiedenis en daarna illustratie aan de Rietveld Academie in Amsterdam. Voordat zijn eerste prentenboek met De kleine ijsbeer tot stand kwam, tekende hij verschillende series voor Nederlandse kindertijdschriften. Tegenwoordig werkt hij als freelance illustrator, schrijft en publiceert hij zijn prentenboeken die maar liefst in dertig talen zijn vertaald. Wereldwijd zijn er meer dan 10 miljoen boeken van De Beer verkocht.
Voor de illustraties van Valentino de Kikker won Hans de Beer in 1991 een internationale prijs, een Gouden Plaquette, op de Biennial of Illustrations Bratislava.